# Fiat 508
Fiat 508 — легковой автомобиль, выпускавшийся компанией Fiat с 1932 по 1937 год. 
Автомобиль пришел на замену модели Fiat 509, которая была снята с производства ещё в 1929 году. Автомобиль был оборудован 3-ступенчатой коробкой передач (с 1934 — 4-ступенчатой), двигателем объёмом 955 куб. см., мощностью 20-24 л.с. (модель 508 S имела мощность 30-36 л.с.). Автомобиль развивал скорость до 80 км/ч.
508 модель продавалась по цене 10 800 лир (приблизительно 8300 евро в ценах 2005 года). Всего произведено около 113 000 автомобилей, большая часть из которых была изготовлена на заводе CWS в Польше.
Также Fiat 508 выпускался во Франции компанией SAFAF (Société Anonyme Française des Automobiles Fiat) под названием Simca-Fiat 6CV.

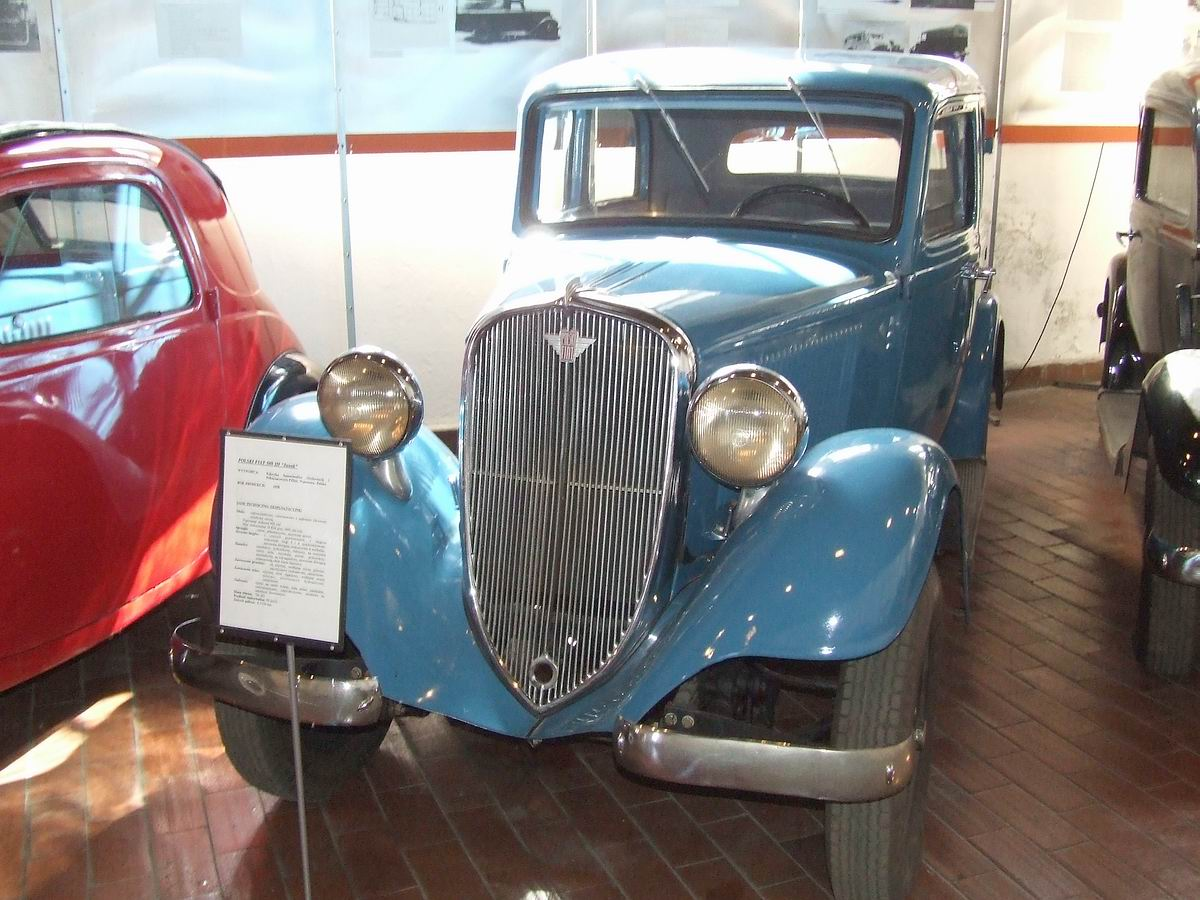
Polski Fiat 508 III Junak
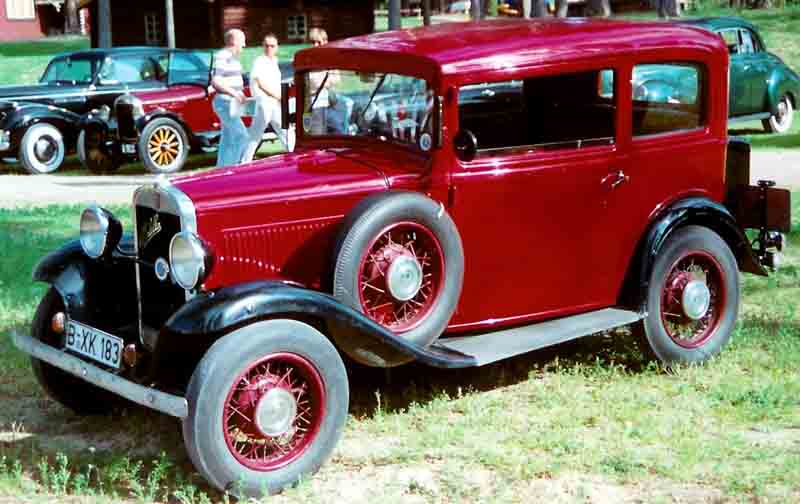
Fiat 508 Balilla 1933
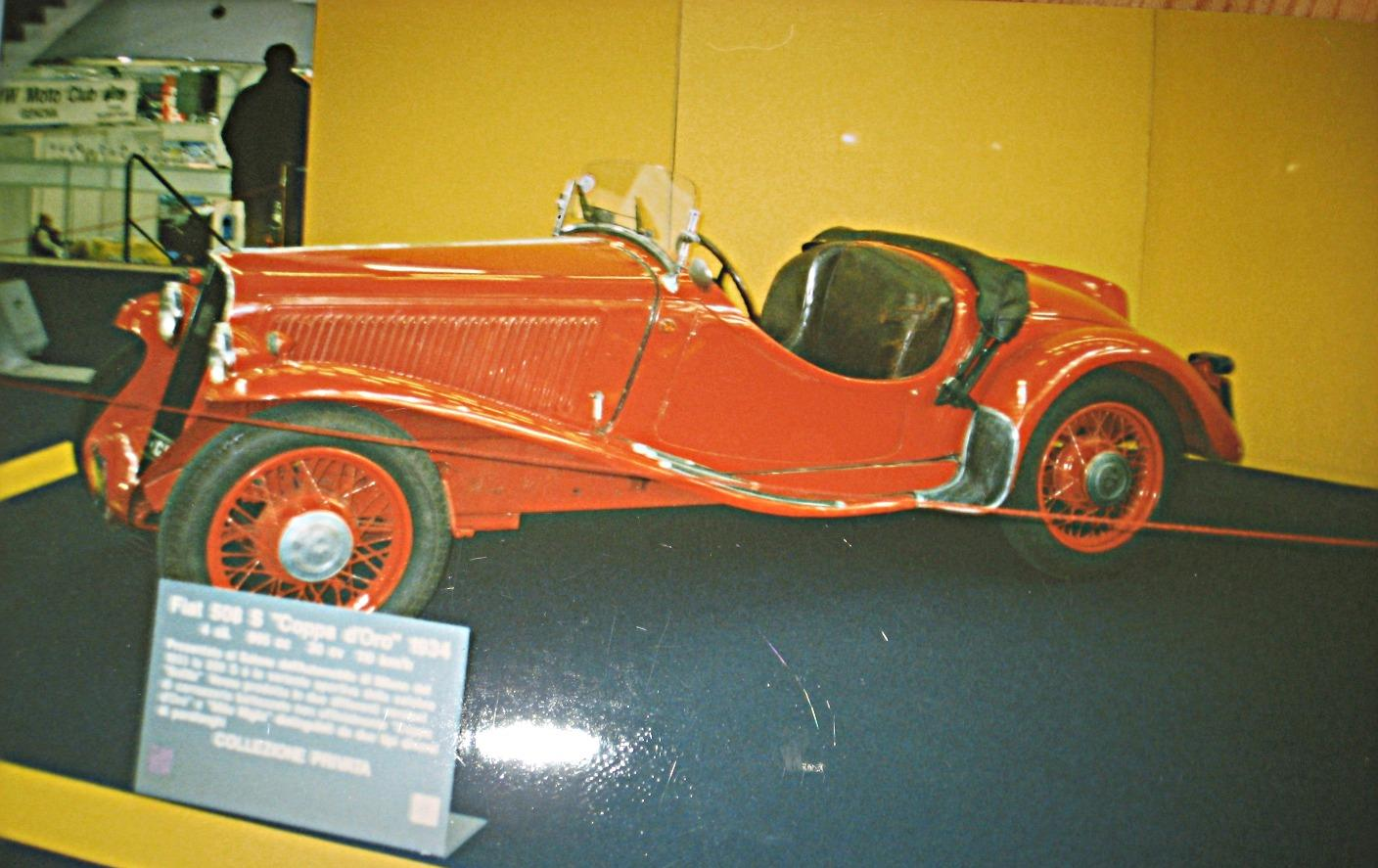
Fiat 508S Balilla Coppa d'Oro
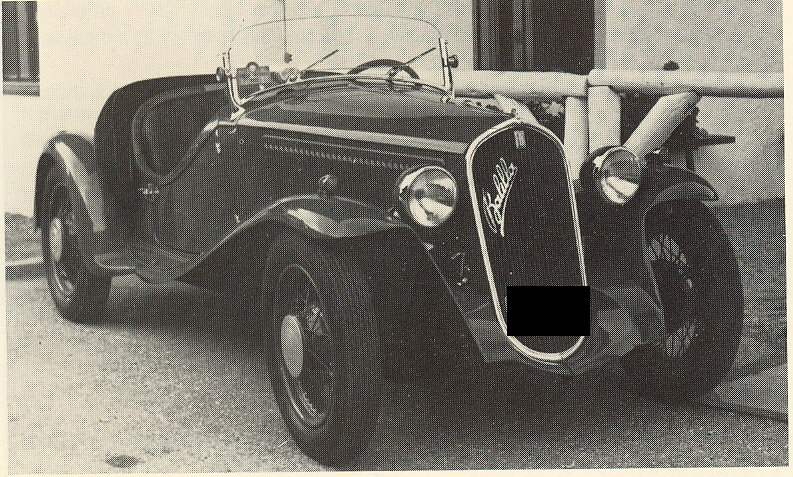
Fiat 508 Ballila Sport 1934
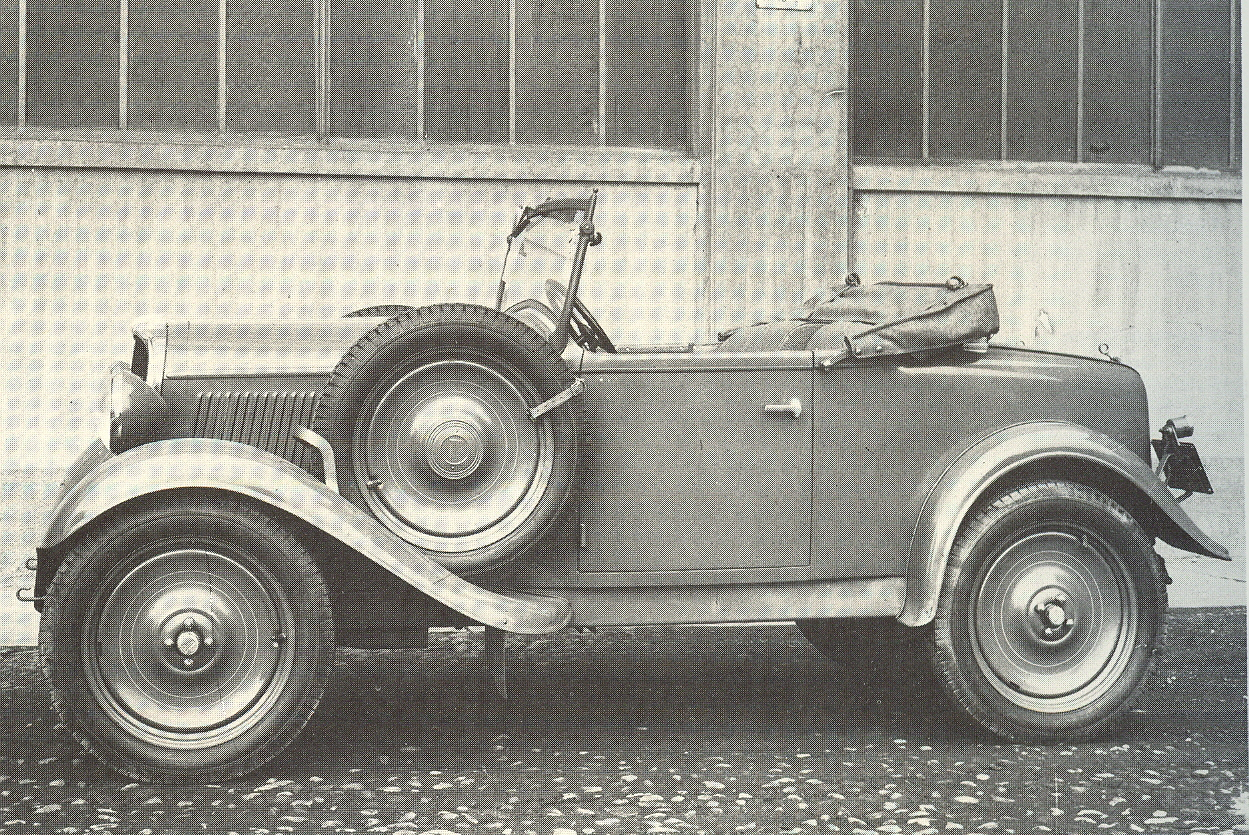
Fiat 508 Balilla Spider Militare 1932